# Бейлін Ісаак Григорович
Ісаáк Григóрович Бéйлін (9 травня 1883 — 9 березня 1965) — радянський фітопатолог та історик науки, який народився і певний час жив в Україні. Автор ґрунтовних досліджень з епіфітотіології, один із засновників цієї галузі знань. Доктор біологічних наук, професор.

## Життєпис[1]
Ісаак Григорович Бейлін народився в родині палітурника Григорія Юхимовича Бейліна. Невдовзі мати Ісаака померла. Він закінчив трирічну початкову школу в Пирятині, а згодом переїхав із батьком і мачухою до Прилук. Тут 12-річний підліток став заробляти репетиторством. Згодом він захопився марксистськими ідеями, став членом місцевого нелегального марксистського гуртка, поширював революційні листівки, вів заняття з робітниками тютюнової фабрики та млина, був двічі заарештований і провів дев'ять місяців у в'язниці.
Відслуживши в армії (1904—1907), він склав іспити, одержав атестат зрілості та вступив на природниче відділення фізико-математичного факультету Казанського університету. Він заробляв на життя самотужки. Його декілька разів виключали за несплату внесків за навчання і після погашення боргів поновляли у лавах студентів. Він залучився до наукової роботи під керівництвом геоботаніка Б. О. Келлера, закінчив університет (1913), працював у земстві й на початку Першої світової війни був мобілізований до армії. За виявлену хоробрість у боях його двічі нагородили Георгіївськими хрестами.
Після демобілізації І. Бейліна взяли асистентом до альма-матер, але губернатор звільнив його за політичну неблагонадійність. 1915 року Бейлін став практикантом Воронізької станції захисту рослин. Наступного року він став заступником, а потім (1918) — завідувачем станції. Паралельно він працював викладачем кафедри захисту рослин Воронізького сільськогосподарського інституту.
26 вересня 1930 року вченого заарештували. ОДПУ звинуватило його в тому, що він брав участь в угрупуванні якоїсь цілком вигаданої чекістами (Трудової селянської партії) в Обласній дослідній станції, «провадив нелегальні наради, де обговорювалися методи запровадження у життя настанов ТКП, упровадження їх у дослідницьку справу і т. ін.». 18 лютого 1931 року вченого засудили до ув'язнення у концтаборі на п'ять років із конфіскацією майна та висилкою сім'ї. 28 травня 1957 року.
Він потрапив до Карлагу, в концтабір поблизу казахського селища Долинка (Казахстан). Тут І. Бейлін одержав можливість досліджувати величезну степову і напівпустельну територію, налагоджувати сільськогосподарську діяльність в системі місцевих таборів. Начальство, оцінивши його кваліфікацію та енергійність, не шкодувало коштів. У його розпорядженні працювало сто помічників-в'язнів. «Часто, згадуючи Казахстан, Бейлін говорив, що подібних умов для широких пошуків він вже більше не мав».
Відбувши покарання, вчений працював доцентом кафедри фітопатології у Владимирі (1932—1933), науковим співробітником Шатилівської сільськогосподарської дослідної станції (1934—1936; Орловська область), брав участь в експедиціях Академії наук СРСР на Алтай (1936), та Північний Кавказ (1937). Враховуючи сукупність опублікованих праць, йому присвоїли науковий ступінь кандидата сільськогосподарських наук без підготовки дисертації (1936). У 1939 році І. Бейлін працював у Всесоюзному НДІ олійних культур у Краснодарі.За запрошенням академіка Б. О. Келлера вчений переїжджає до столиці (січень 1940) і працює у Московському ботанічному саду.
Під час Радянсько-германської війни знаходився разом із співробітниками ботсаду в Ашхабаде. Він розгорнув дослідження середньоазійської дикорослої рослинності, розробляв рекомендації для захисту місцевих сорті, підготував і захистив докторську дисертацію (1943).
Невдовзі після повернення до Москви (1945) лабораторію ботанічного саду перевели до Інституту лісу. У Ісаака Григоровича вчергове змінилися місце і тематика роботи. Згодом інститут теж перебазували — до Красноярська (1959). 76-річний старший науковий співробітник І. Г. Бейлін лишився в Москві.
Він продовжує активно працювати — їздить в експедиції, пише книжки, виступає з доповідями на солідних наукових зібраннях. 9 березня 1965 року Ісаак Григорович Бейлін пішов з життя.

## Наукова діяльність
Основним напрямком наукової діяльності І. Г. Бейліна було вивчення взаємин практично важливих рослин і їх паразитів. Такий екологічний підхід в значній мірі був новаторським, оскільки більшість тодішніх вчених спеціалізувалася на дослідженнях певних відокремлених груп: ботаніки вивчали рослини, мікологи — гриби і т. д. На основі екосистемного підходу Ісаак Григорович розробляв:
- практичні заходи для підвищення ефективності рослинництва та лісівництва;
- теоретичні проблеми загальнобіологічного значення: походження та еволюція паразитизму, механізми стійкості рослин до паразитів, взаємні адаптації цих груп організмів тощо.

Працюючи на Воронізькій станції захисту рослин, І. Бейлін уперше замислився над спалахами хвороб культивованих рослин. Згодом, 1918 року за його ініціативи при станції організували фітопатологічний відділ, який облаштували у 30-гектарному колишньому поміщицькому обійсті. Молодий вчений розробив спеціальну методику й техніку обліку масових захворювань рослин. Це дозволяло на фоні спалахів масових недуг (епіфітотій) виявити ті, як мають найважливіше значення. Відділ налагодив статистичні обслідування посівів та просвітницьку роботу серед селян. На агрономічних конференціях І. Бейлін нищівно критикував винних у занепаді захисту рослин. Знані столичні вчені (зокрема, А. А. Ячевський), які приїздили сюди, називали роботу станції зразковою. Дружні відносини підтримував І. Бейлін із М. І. Вавіловим. 1924 року І. Бейлін опублікував свій опис нового для науки вида грибів-ооміцетів Peronospora scutellariae Bejlin.
У публікаціях та виступах вчений переконливо доводив, що турботи про піднесення врожаїв злаків, соняшнику, олійних культур слід починати не з розширення посівних площ, а з вивчення рослинних недуг, оновлення агротехніки, набору та районування сортів, що висіваються. Вчений уперше встановив роль жука казарки в поширенні плодової гнилі плодових дерев, паразитування єгипетського вовчка на кунжуті та арахісі, причини жовтухи персиків, розробив комплексну систему захисту від хвороб сільськогосподарські рослини Туркменістану.
І. Бейлін надавав неабиякої ваги вивченню досягнень народної селекції. Завдячуючи цьому, йому вдалося знайти раси соняшника, стійкі до зараження вовчком, спростувати поширену думку про зараження цим паразитом бавовнику, встановити негативну роль вовчка для тютюну.
Багатющий польовий матеріал ставав для Ісаака Григоровича базисом для важливих теоретичних узагальнень. Він розробив еколого-фізіологічну теорію походження кореневого паразитизму у покритонасінних рослин, вперше окреслив ареали і можливі шляхи розселення вовчкових. Піонерською була його думка про необхідність врахування паразитичних зв'язків рослин для встановлення їх таксономії. І. Бейлін став одним із засновників нового наукового напрямку — епіфітотіології, предметом якого є епіфітотії, їх попередження й заходи боротьби з ними. Його фундаментальна праця — рукопис докторської дисертації — «…не має собі рівних ні у вітчизняній, ані в зарубіжній літературі за повнотою, ані за всебічністю величезного кола наукових та практичних питань…».
Значущість наукових досягнень І. Г. Бейліна ґрунтувалась на величезному фактичному матеріалі. Він накопичувався під час стаціонарних досліджень, але вагоме місце посідали й наукові експедиції. Маршрути його численних подорожей пролягли Південною Росією, Кавказом, Казахстаном, Середньою Азією. Ставши співробітником Інституту лісу, він очолив загін фітопатологів комплексної експедиції АН СРСР у степи, де планувалося створити мережу полезахисних лісонасаджень (1948). Інша його експедиція (1951) тривала чотири місяці — справжнє «життя на вантажівці». Узявшись за вивчення омели, він їздив до Білорусії, Закарпаття, Криму, дендропарку «Олександрія» на Київщині. Досліджуючи досвід найстаріших степових лісонасаджень, відвідав Великоанадольський ліс на Донеччині".
Праці І. Г. Бейліна продемонстрували можливості прогнозів щодо встановлення нових зв'язків між паразитами та їх живителями. Він запропонував схему стрункої загальнодержавної системи прогнозів епіфітотій. Для їх попередження і своєчасного придушення вчений висунув оригінальну ідею «провокативних посівів».
Цінним джерелом інформації для фахівців лишається науковий спадок вченого, серед них — гербарій, зібраний ним у заказнику «Кам'яний Степ» (1915; Воронізька область).
Чимало зробив І. Г. Бейлін також для вивчення й популяризації історії близьких йому наукових галузей — фітопатології, лісівництва, а також увічнення пам'яті дослідників — А. М. Краснова, Г. Ф. Морозова, О. Ю. Теплоухова. Вчений розробляв проект Музею історії сільського господарства.

## Основні наукові праці
Загалом у творчому доробку І. Г. Бейліна — понад 100 наукових праць. Деякі з них вийшли друком вже після його смерті, частина лишилася у рукописах. Нижче наведено посилання лише на невелику частину публікацій вченого. Докладніший перелік див.:.
- Пойма реки Свияги в среднем её течении: Материалы по исследованию лугов Казанской губернии. ¬ — Казань: тип. Губ. правл., 1915. — 85 с.
- Хочешь сеять — подумай, что будешь убирать: головню или хлеб. — М.; Л: Госиздат, 1926. — 32 с.
- Ржавчина подсолнечника в прошлом и настоящем. — Воронеж, 1928. — 27 с.
- Болезни и вредители масличных культур. — М.: 1939. — 32 с. (соавт.)
- Вредители и болезни масличных культур и меры борьбы с ними. — Краснодар: Большевик, 1941. — 73 с. (соавт.)
- Эволюция паразитизма у цветковых растений // Бюллетень МОИП, отд. Биологии, 1948, 53 (3): 55–65.
- Болезни желудей и меры их предупреждения. — Изд-во АН СССР, 1951. — 43 с.
- Очерки по истории лесных обществ дореволюционной России. — М,: Гослесбумиздат, 1962. — 158 с.
- Борьба с повиликами и заразихами. — М.: Колос, 1967. 88 с.
- Андрей Николаевич Краснов. — М.: Наука,1968. — 260 с. (соавт.)
- Цветковые растения — паразиты и полупаразиты. — М.: Наука, 1968. — 118 с.
- Георгий Фёдорович Морозов. — М.: Наука, 1971. — 216 с. (соавт.)
- Паразитизм и эпифитотиология: на примере паразитов из высших растений / Отв. ред. Н. Т. Нечаева. — М: Наука, 1986. — 351 с.